# 近鉄八尾駅
近鉄八尾駅（きんてつやおえき）は、大阪府八尾市北本町二丁目にある、近畿日本鉄道（近鉄）大阪線の駅である。駅番号はD11。

## 歴史
- 1924年（大正13年）10月31日：大阪電気軌道八木線（現在の大阪線）の足代（現在の布施） - 当駅間開通時に八尾駅として開業する[1]。
- 1925年（大正14年）9月30日：八木線が恩智駅まで延伸する[1]。
- 1928年（昭和3年）8月：大軌八尾駅に改称[2]。
- 1941年（昭和16年）3月15日：参宮急行電鉄との会社合併により、関西急行鉄道の駅となる[1]。関急八尾駅に改称する[3]。
- 1944年（昭和19年）6月1日：会社合併により近畿日本鉄道の駅となる[1]。近畿日本八尾駅に改称する[3]。
- 1970年（昭和45年）3月1日：近鉄八尾駅に改称する[3]。
- 1974年（昭和49年）6月：高架化工事着手[4]。
- 1978年（昭和53年）12月17日：高架化とともに伊勢中川方に0.3キロメートル移設する[2][5]。
- 1995年（平成7年）3月16日：ホーム有効長が10両分に延長[6]。
- 2007年（平成19年）4月1日：PiTaPa使用を開始する[7]。
- 2020年（令和2年）2月22日：1番線の接近・発車の案内放送が更新。

## 駅構造

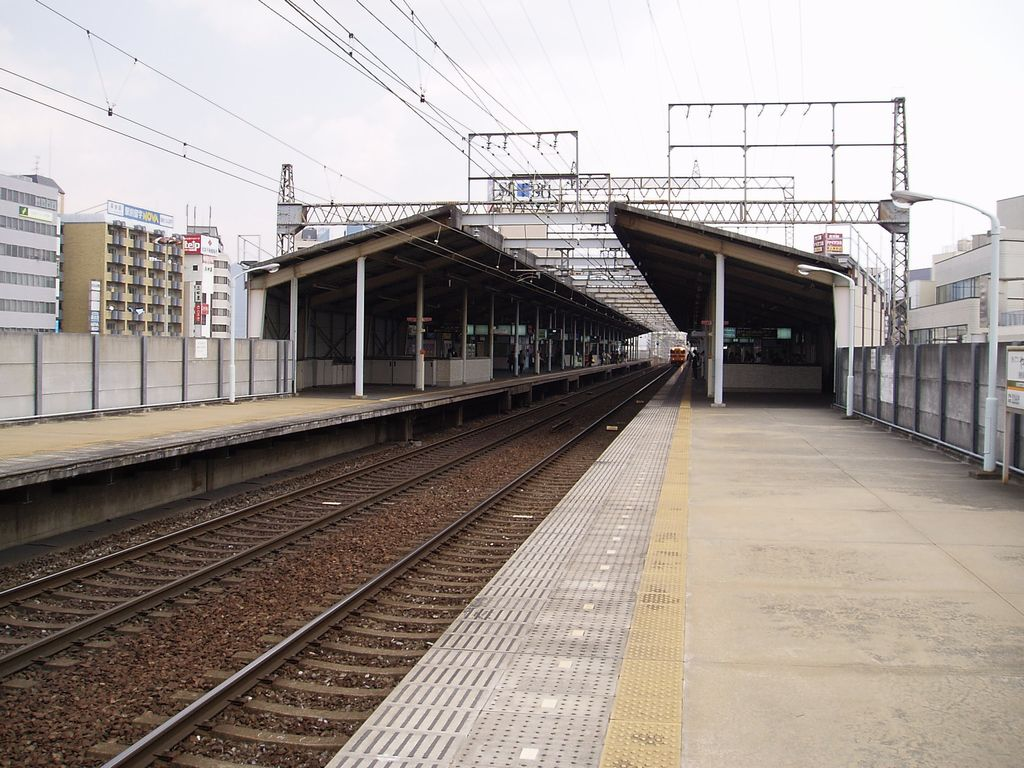
構内（上りホーム上本町方から）

相対式2面2線のホームを持つ高架駅。改札・コンコースは2階、ホームは3階にある。改札口は中央口と西口の2ヶ所。中央口の北側にバスターミナルがある。また、中央口からはLINOASに続く空中連絡通路があり、LINOASを経由してArio八尾ショッピングモールへ連絡することが可能。近鉄八尾駅の1階部分はショッピングセンターや飲食店街となっている。
高安駅以西での準急の10両編成運転に対応できるよう、ホームは10両分の有効長が確保されている。

### のりば
| のりば | 路線     | 方向 | 行先               |
| ------ | -------- | ---- | ------------------ |
| 1      | D 大阪線 | 下り | 河内国分・名張方面 |
| 2      | D 大阪線 | 上り | 大阪上本町方面     |

## 特徴

### 営業・設備面
- 駅長が置かれ、大阪線の久宝寺口駅 - 大阪教育大前駅間と、信貴線・西信貴鋼索線の各駅を管理している。
- 特急券は専用の自動発売機にて購入可能であり、夕方の一部時間帯に限り駅窓口での発券にも対応している[9]。定期券は黒の券売機で購入が可能で、夕方の一部時間帯に限り窓口による定期券サポートにも対応する[10]。
- 改札外には近鉄リテーリングが運営する有人売店（ファミリーマート近鉄八尾駅中央改札外店）が設置されている[9]。

### 停車列車
- 準急以下の一般列車が停車しており、大阪方面からの区間準急は当駅から名張駅まで各駅に停車する[11]。
- 昼間時間帯は区間準急が毎時3本、普通列車が毎時5本停車する[11]。

## 利用状況
2024年11月12日における1日乗降人員は34,711人である。大阪線で急行・快速急行が通過する駅では最も多く、八尾市内にある全ての駅でも最も多い。
近年における1日乗降人員の推移は下表の通り。
| 年度               | 特定日利用状況 | 特定日利用状況 | 特定日利用状況 | 特定日利用状況 | 1日平均 乗車人員 | 出典        | 出典          | 出典          |
| 年度               | 調査日         | 乗車人員       | 降車人員       | 乗降人員       | 1日平均 乗車人員 | 近鉄        | 大阪府        | 八尾市        |
| ------------------ | -------------- | -------------- | -------------- | -------------- | ---------------- | ----------- | ------------- | ------------- |
| 1990年（平成02年） | 11月06日       | 21,200         | 20,886         | 42,086         |                  |             | [ 大阪府 1 ]  |               |
| 1991年（平成03年） | -              | -              | -              | -              |                  |             | [ 大阪府 2 ]  |               |
| 1992年（平成04年） | 11月10日       | 20,523         | 20,512         | 41,035         |                  |             | [ 大阪府 3 ]  |               |
| 1993年（平成05年） | -              | -              | -              | -              |                  |             | [ 大阪府 4 ]  |               |
| 1994年（平成06年） | -              | -              | -              | -              |                  |             | [ 大阪府 5 ]  |               |
| 1995年（平成07年） | 12月05日       | 21,976         | 21,719         | 43,695         |                  |             | [ 大阪府 6 ]  |               |
| 1996年（平成08年） | -              | -              | -              | -              |                  |             | [ 大阪府 7 ]  |               |
| 1997年（平成09年） | -              | -              | -              | -              |                  |             | [ 大阪府 8 ]  |               |
| 1998年（平成10年） | 11月10日       | 19,264         | 19,131         | 38,395         |                  |             | [ 大阪府 9 ]  |               |
| 1999年（平成11年） | -              | -              | -              | -              |                  |             | [ 大阪府 10 ] |               |
| 2000年（平成12年） | 11月07日       | 17,965         | 18,048         | 36,013         |                  | [ 近鉄 1 ]  | [ 大阪府 11 ] |               |
| 2001年（平成13年） | -              | -              | -              | -              |                  |             | [ 大阪府 12 ] |               |
| 2002年（平成14年） | -              | -              | -              | -              |                  |             | [ 大阪府 13 ] |               |
| 2003年（平成15年） | 11月11日       | 17,021         | 17,012         | 34,033         |                  | [ 近鉄 2 ]  | [ 大阪府 14 ] |               |
| 2004年（平成16年） | -              | -              | -              | -              |                  |             | [ 大阪府 15 ] |               |
| 2005年（平成17年） | 11月08日       | 16,892         | 16,891         | 33,783         |                  | [ 近鉄 3 ]  | [ 大阪府 16 ] |               |
| 2006年（平成18年） | -              | -              | -              | -              |                  |             | [ 大阪府 17 ] |               |
| 2007年（平成19年） | -              | -              | -              | -              | 19,091           |             | [ 大阪府 18 ] | [ 八尾市 1 ]  |
| 2008年（平成20年） | 11月18日       | 17,106         | 17,010         | 34,116         | 18,527           | [ 近鉄 4 ]  | [ 大阪府 19 ] | [ 八尾市 2 ]  |
| 2009年（平成21年） | -              | -              | -              | -              | 18,149           |             | [ 大阪府 20 ] | [ 八尾市 3 ]  |
| 2010年（平成22年） | 11月09日       | 16,345         | 16,478         | 32,823         | 18,197           | [ 近鉄 5 ]  | [ 大阪府 21 ] | [ 八尾市 4 ]  |
| 2011年（平成23年） | -              | -              | -              | -              | 18,149           |             | [ 大阪府 22 ] | [ 八尾市 5 ]  |
| 2012年（平成24年） | 11月13日       | 17,089         | 17,264         | 34,353         | 18,909           | [ 近鉄 6 ]  | [ 大阪府 23 ] | [ 八尾市 6 ]  |
| 2013年（平成25年） | -              | -              | -              | -              | 19,082           |             | [ 大阪府 24 ] | [ 八尾市 7 ]  |
| 2014年（平成26年） | -              | -              | -              | -              | 18,689           |             | [ 大阪府 25 ] | [ 八尾市 8 ]  |
| 2015年（平成27年） | 11月10日       | 17,871         | 17,891         | 35,762         | 19,041           | [ 近鉄 7 ]  | [ 大阪府 26 ] | [ 八尾市 9 ]  |
| 2016年（平成28年） | -              | -              | -              | -              | 19,292           |             | [ 大阪府 27 ] | [ 八尾市 10 ] |
| 2017年（平成29年） | -              | -              | -              | -              | 19,174           |             | [ 大阪府 28 ] | [ 八尾市 11 ] |
| 2018年（平成30年） | 11月13日       | 18,818         | 19,049         | 37,867         | 19,259           | [ 近鉄 8 ]  | [ 大阪府 29 ] | [ 八尾市 12 ] |
| 2019年（令和元年） | -              | -              | -              | -              | 19,440           |             | [ 大阪府 30 ] | [ 八尾市 13 ] |
| 2020年（令和02年） | -              | -              | -              | -              | 14,606           |             | [ 大阪府 31 ] | [ 八尾市 14 ] |
| 2021年（令和03年） | 11月09日       | 15,946         | 16,208         | 32,154         | 15,716           | [ 近鉄 9 ]  | [ 大阪府 32 ] | [ 八尾市 15 ] |
| 2022年（令和04年） | 11月08日       | 16,663         | 16,896         | 33,559         | 17,787           | [ 近鉄 10 ] | [ 大阪府 33 ] | [ 八尾市 16 ] |
| 2023年（令和05年） | 11月07日       | 16,506         | 16,702         | 33,208         |                  | [ 近鉄 11 ] | [ 大阪府 34 ] |               |
| 2024年（令和06年） | 11月12日       |                |                | 34,711         |                  | [ 近鉄 12 ] |               |               |

## その他
- 毎年8月の最終土曜・日曜日に、当駅前で「八尾河内音頭祭り」が行われてきたが、2012年度からは9月の第一日曜日のみで、久宝寺緑地にて開催されている。

## 駅周辺

### 公共施設
- 八尾市役所
- 八尾市立八尾図書館
- 大阪府八尾警察署
- 八尾市文化会館
- 大阪府中河内府民センター
- 八尾郵便局

### 神社仏閣
- 慈願寺
- 常光寺
- 浄源寺
- 真宗大谷派八尾別院大信寺
- 八尾神社

### 商業施設

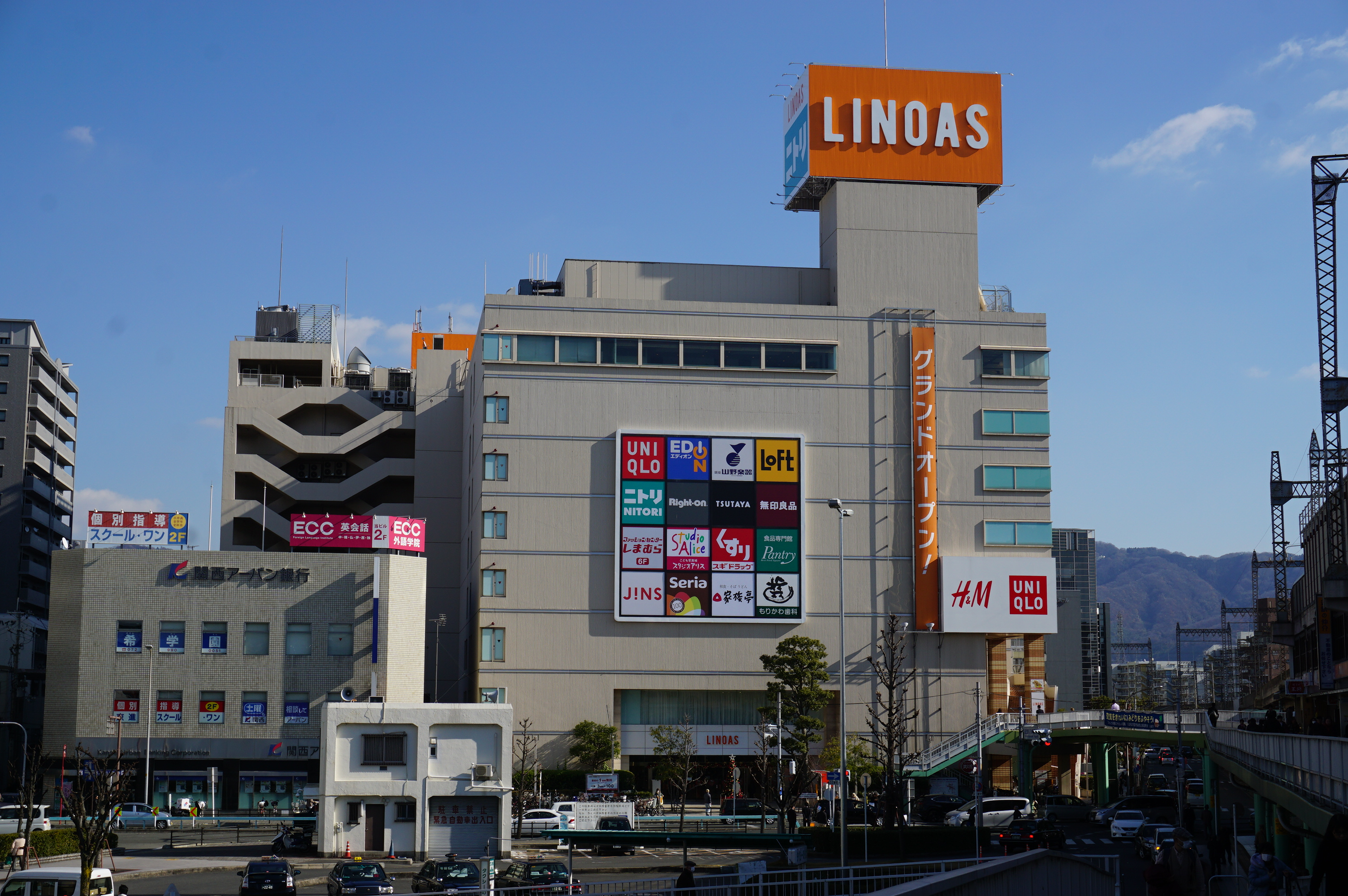
八尾西武跡地にできたLINOAS

- 周辺一帯は商店街となっている。特に旧駅前である西側に賑わいがある。
  - ペントモール（高架下商店街：1番街、2番街、3番街、ペントプラザ、5番街）
  - ハーベス 近鉄八尾店（高架下）
  - 近鉄八尾北商店街
  - 新栄商店街
  - ファミリーロード
  - 北本町中央通り商店街
  - 八尾表通り商店街
- LINOAS(旧西武八尾店)
- Ario八尾
  - イトーヨーカドー アリオ八尾店
  - FMちゃお
- ライフ 八尾店
- 万代 八尾店
- イオン 八尾御坊前店
- 関西スーパー 旭ヶ丘店
- コノミヤ 近鉄八尾駅前店
- ユニクロ 八尾青山店
- コーナン 八尾楠根店・リックス店
- 八尾木材工芸
- フィットネスクラブ コ・ス・パ 八尾

### 教育機関
- 八尾市立八尾幼稚園
- 八尾市立八尾小学校
- 八尾市立用和小学校
- 八尾市立八尾中学校
- 八尾市立成法中学校
- 大阪府立八尾高等学校
- 大阪経済法科大学 八尾駅前キャンパス

### 金融機関
- JA大阪中河内 八尾駅前支店
- 三菱UFJ銀行 八尾駅前支店・八尾支店
- 三井住友銀行 アリオ八尾店
- 三井住友信託銀行 八尾支店
- みずほ銀行 八尾支店
- りそな銀行 八尾支店
- 関西みらい銀行 八尾支店・八尾本町支店
- 南都銀行 八尾支店
- 京都銀行 八尾支店
- 大阪シティ信用金庫 八尾営業部・八尾北支店

### 医療機関
- 八尾徳洲会総合病院
- 八尾市立病院
- 東朋八尾病院

## バス路線
駅北側ロータリーに近鉄バスと大阪バスが発着。駅1階から地続きに3番のりばが、横断歩道を渡った先に4番のりば、さらに横断歩道を渡った先に6番・7番のりばが位置する。2014年3月31日までは大阪市営バスも7番のりばに乗り入れており、9A号系統（JR平野駅行き、さらに以前はあべの橋・地下鉄動物園前方面）を運行していた。

### 近鉄バス
停留所名は「近鉄八尾駅前」。
かつては、山本駅前（2・3番のりば）、あべの橋や布施駅前（5番のりば）への路線があったほか、門真団地（6番のりば）や愛あいバス（八尾市コミュニティバス、5番のりば）なども発着していた。大阪市営バスの撤退後、2014年5月31日より近鉄バス26番志紀車庫前行が1番のりばから7番のりばへ変更となったが、2017年3月末の路線休止で発着がなくなった。
このほか、駅西側の道路上に「八尾駅筋」停留所が存在し、こちらには八尾線のほか久宝寺線07番（アリオ八尾 - 八尾駅筋 - JR久宝寺駅）も経由している。
| のりば | 路線名 | 担当 | 系統・行先     | 備考                     |
| ------ | ------ | ---- | -------------- | ------------------------ |
| 3      | 高砂線 | 八尾 | 94番：高砂住宅 | アリオ八尾経由           |
| 3      | 高砂線 | 八尾 | 95番：高砂住宅 | 朝の3本のみ運行          |
| 4      | 八尾線 | 八尾 | 70番：藤井寺駅 |                          |
| 6      | 萱島線 | 稲田 | 36番：JR住道   | 朝夕運行                 |
| 6      | 萱島線 | 稲田 | 38番：荒本駅前 | 土休日最終便             |
| 6      | 萱島線 | 稲田 | 39番：萱島     | 平日4本のみ運行          |
| 6      | 萱島線 | 稲田 | 43番：JR住道   | 日中運行。アリオ八尾経由 |

### 大阪バス
停留所名は「近鉄八尾駅」。
2016年7月29日（大阪バスの一般路線バス参入時）より乗り入れ。大阪バスの一般路線2路線は近鉄バスがかつて運行していた路線を一部復活させるような形で開設している。
他に大阪国際空港行きのリムジンバスも発着。
| のりば | 路線名     | 系統・行先          | 備考              |
| ------ | ---------- | ------------------- | ----------------- |
| 7      | 布施八尾線 | F21系統：布施駅南口 | 急行。1本のみ運行 |
| 7      | 布施八尾線 | F22系統：布施駅南口 | 1日4本の運行      |
| 7      | 八尾志紀線 | Y30系統：JR志紀駅   | 1日6本の運行      |

## 隣の駅
近畿日本鉄道
D 大阪線
■快速急行・■急行
通過
■準急・■区間準急（区間準急は河内山本方向各駅停車）
布施駅 (D06) - 近鉄八尾駅 (D11) - 河内山本駅 (D12)
- 近畿大学入試当日などに区間準急の一部が長瀬駅(D08)に臨時停車することがある。

■普通
久宝寺口駅 (D10) - 近鉄八尾駅 (D11) - 河内山本駅 (D12)

### 記事本文

### 利用状況
1. ↑  駅別一日乗降人員 難波線 大阪線 - 近畿日本鉄道
2. ↑  大阪府統計年鑑 - 大阪府
3. ↑  八尾市統計書 - 八尾市

#### 近畿日本鉄道
1. ↑  駅別乗降人員 難波線 大阪線 - 近畿日本鉄道（ウェイバックマシン）
2. ↑  駅別乗降人員 難波線 大阪線 - 近畿日本鉄道（ウェイバックマシン）
3. ↑  駅別乗降人員 難波線 大阪線 - 近畿日本鉄道（ウェイバックマシン）
4. ↑  駅別乗降人員 難波線 大阪線 - 近畿日本鉄道（ウェイバックマシン）
5. ↑  駅別乗降人員 難波線 大阪線 - 近畿日本鉄道（ウェイバックマシン）
6. ↑  駅別乗降人員 難波線 大阪線 - 近畿日本鉄道（ウェイバックマシン）
7. ↑  駅別乗降人員 難波線 大阪線 - 近畿日本鉄道（ウェイバックマシン）
8. ↑  駅別乗降人員 難波線 大阪線 - 近畿日本鉄道（ウェイバックマシン）
9. ↑  近鉄線駅別乗降人員データ【調査日：令和3年11月9日(火)】 (PDF)  - 近畿日本鉄道
10. ↑  近鉄線駅別乗降人員データ【調査日：令和4年11月8日(火)】 (PDF)  - 近畿日本鉄道
11. ↑  近鉄線駅別乗降人員データ【調査日：令和5年11月7日(火)】 (PDF)  - 近畿日本鉄道
12. ↑  近鉄線駅別乗降人員データ【調査日：令和6年11月12日(火)】 (PDF)  - 近畿日本鉄道

#### 大阪府統計年鑑
1. ↑  大阪府統計年鑑（平成3年） (PDF)
2. ↑  大阪府統計年鑑（平成4年） (PDF)
3. ↑  大阪府統計年鑑（平成5年） (PDF)
4. ↑  大阪府統計年鑑（平成6年） (PDF)
5. ↑  大阪府統計年鑑（平成7年） (PDF)
6. ↑  大阪府統計年鑑（平成8年） (PDF)
7. ↑  大阪府統計年鑑（平成9年） (PDF)
8. ↑  大阪府統計年鑑（平成10年） (PDF)
9. ↑  大阪府統計年鑑（平成11年） (PDF)
10. ↑  大阪府統計年鑑（平成12年） (PDF)
11. ↑  大阪府統計年鑑（平成13年） (PDF)
12. ↑  大阪府統計年鑑（平成14年） (PDF)
13. ↑  大阪府統計年鑑（平成15年） (PDF)
14. ↑  大阪府統計年鑑（平成16年） (PDF)
15. ↑  大阪府統計年鑑（平成17年） (PDF)
16. ↑  大阪府統計年鑑（平成18年） (PDF)
17. ↑  大阪府統計年鑑（平成19年） (PDF)
18. ↑  大阪府統計年鑑（平成20年） (PDF)
19. ↑  大阪府統計年鑑（平成21年） (PDF)
20. ↑  大阪府統計年鑑（平成22年） (PDF)
21. ↑  大阪府統計年鑑（平成23年） (PDF)
22. ↑  大阪府統計年鑑（平成24年） (PDF)
23. ↑  大阪府統計年鑑（平成25年） (PDF)
24. ↑  大阪府統計年鑑（平成26年） (PDF)
25. ↑  大阪府統計年鑑（平成27年） (PDF)
26. ↑  大阪府統計年鑑（平成28年） (PDF)
27. ↑  大阪府統計年鑑（平成29年） (PDF)
28. ↑  大阪府統計年鑑（平成30年） (PDF)
29. ↑  大阪府統計年鑑（令和元年） (PDF)
30. ↑  大阪府統計年鑑（令和2年） (PDF)
31. ↑  大阪府統計年鑑（令和3年） (PDF)
32. ↑  大阪府統計年鑑（令和4年） (PDF)
33. ↑  大阪府統計年鑑（令和5年） (PDF)
34. ↑  大阪府統計年鑑（令和6年） (PDF)

#### 八尾市統計書
1. ↑  八尾市統計書　2009年版 - 八尾市
2. ↑  八尾市統計書　2010年版 - 八尾市
3. ↑  八尾市の概要　2011 - 八尾市
4. ↑  八尾市統計書　2012年版 - 八尾市
5. ↑  八尾市統計書　2013年版 - 八尾市
6. ↑  八尾市統計書　2014年版 - 八尾市
7. ↑  八尾市統計書　2015年版 - 八尾市
8. ↑  八尾市統計書　2016年版 - 八尾市
9. ↑  八尾市統計書　2017年版 - 八尾市
10. ↑  八尾市統計書　2018年版 - 八尾市
11. ↑  八尾市統計書　2019年版（平成30年度統計） - 八尾市
12. ↑  八尾市統計書　2020年版（令和元年度統計） - 八尾市
13. ↑  八尾市統計書　2021年版（令和2年度統計） - 八尾市
14. ↑  八尾市統計書　2022年版（令和3年度統計） - 八尾市
15. ↑  八尾市統計書　2023年版（令和4年度統計） - 八尾市
16. ↑  八尾市統計書　2024年版（令和5年度統計） - 八尾市